# فرودگاه بین‌المللی دالیان ژووشویزی
فرودگاه بین‌المللی دالیان ژووشویزی (به انگلیسی: Dalian Zhoushuizi International Airport) یک فرودگاه همگانی مسافربری با کد یاتا DLC است که یک باند فرود بتن دارد و طول باند آن ۳۳۰۰ متر است. این فرودگاه در شهر دالیان کشور چین قرار دارد و در ارتفاع ۳۳ متری از سطح دریا واقع شده‌است.

## شرکت‌های هواپیمایی و مقصدهای پروازی
As a focus city for هواپیمایی جنوبی چین, Dalian has many of China Southern's Japanese destinations. China's flag carrier, ایر چاینا, also makes a stop-over at Dalian on its flights from پکن to ژاپن. Due to the tight connection and high demand between Dalian and Japan, خطوط هوایی ژاپن still operates daily direct flight from ناریتا in توکیو to Dalian. Two major Korean Airlines, کورین ایر and آسیانا ایرلاینز operate daily flight to Dalian from Incheon Airport in Seoul. Several Russian carriers also operate scheduled and chartered flights between far-eastern Russian cities and Dalian. The majority of international flights are اجرا توسط China Southern Airlines, Air China, Japan Airlines, آل نیپون ایرویز، آسیانا ایرلاینز، کورین ایر، ترنس‌آسیا ایرویز، Uni Air, and SAT Airlines.

### مسافری
| شرکت‌های هواپیمایی                             | مقصدهای پروازی |
| --------------------------------------------- | --- |
| ایر چاینا                                     | پکن، تیانجین بینهای |
| ایر چاینا                                     | فوکوئوکا، هیروشیما، هنگ کنگ، کانزای، ناریتا |
| ایر چاینا اجرا توسط دالیان ایرلاینز           | بائوتو ارلیبان، پکن، چانگشا هوانگهوا، چنگدو شوانگلیو، بایون گوآنگجو، هانگجو ژیاشان، هفئی ژینگیاو، هوهوت بایتا، نانجینگ لوکو، کینگدائو لیوتینگ، شانگهای پودنگ، شنژن بن، تیانجین بینهای، شی‌آن شیان‌یانگ، یینچوان هیدونگ |
| آل نیپون ایرویز                               | کانزای، ناریتا |
| آسیانا ایرلاینز                               | اینچئون |
| بیجینگ کپیتال ایرلاینز                        | هایکو میلان، هانگجو ژیاشان، نینگبو لیشه، ووهان تیانهه، شی‌آن شیان‌یانگ |
| Chengdu Airlines                              | چنگدو شوانگلیو، جینینگ کوفو، ووسو تائی‌یوان |
| چاینا ایرلاینز                                | تائویوان تایوان |
| هواپیمایی شرقی چین                            | پکن، چانگشا هوانگهوا، چانگجو بنیو، چاویانگ، چنگدو شوانگلیو، چنگچینگ ییانگبی، فوژو چنگل، هانگجو ژیاشان، هانژونگ چنگو، هاربین تایپینگ، هفئی ژینگیاو، هوای‌ان لیانشوی، جینان یاکیانگ، کونمینگ چانگشوی، لانجو ژنگچوان، لویانگ بیجیائو، نانجینگ لوکو، کینگدائو لیوتینگ، کیکیهار سینجیازی، Rizhao، سانیا فونیکس، شانگهای پودنگ، شنژن بن، سانن شوفانگ، تونگهوا سن‌یوانپو، اورومچی دیووپو، ووهان تیانهه، زیامن گائوچی، شی‌آن شیان‌یانگ، سینینگ کائوجیابو، ییچون لیندو، ژان‌جیانگ، ژنگژو سین‌ژنگ |
| هواپیمایی شرقی چین                            | چارتر: دا نانگ , کام رانح |
| هواپیمایی شرقی چین اجرا توسط شانگهای ایرلاینز | شانگهای پودنگ |
| China Express Airlines                        | بائوتو ارلیبان، چایفنگ ایولونگ، چنگچینگ ییانگبی، دونگینگ شنگلی، هایلار دنگشان، هانگجو ژیاشان، هوهوت بایتا، جینینگ کوفو، کونمینگ چانگشوی، لیانیونگانگ بایتابو، نانیانگ جیانگ‌یینگ، کینهوانگدو بیدایهه، سانیا فونیکس، شیاژونگ ژنگدینگ، تیانجین بینهای، تیانشویی میجیشان، Ulanhot، ویهای داشویبو، سینینگ کائوجیابو، Yulin، زوشن پوتوشن |
| هواپیمایی جنوبی چین                           | بائوتو ارلیبان، پکن، چانگشا هوانگهوا، چنگدو شوانگلیو، چنگچینگ ییانگبی، داکینگ سارتیو، بایون گوآنگجو، گایلین لیانگ‌جیانگ، لانگ‌دونگ‌بائو گوئی‌یانگ، هایکو میلان، هانگجو ژیاشان، هوهوت بایتا، جینان یاکیانگ، کونمینگ چانگشوی، لانجو ژنگچوان، مودانجیانگ هایلانگ، نانچانگ چانگبی، نانجینگ لوکو، نانینگ ووژو، نینگبو لیشه، کینگدائو لیوتینگ، کیکیهار سینجیازی، سانیا فونیکس، شانگهای پودنگ، جییانگوشان، شنژن بن، شیاژونگ ژنگدینگ، ووسو تائی‌یوان، تیانجین بینهای، اورومچی دیووپو، ووهان تیانهه، زیامن گائوچی، شی‌آن شیان‌یانگ، سینینگ کائوجیابو، یانجی چائویانگ‌چون، یینچوان هیدونگ، ژان‌جیانگ,ژنگژو سین‌ژنگ، زوهای سانزاهو |
| China Flying Dragon Aviation                  | چانگها |
| هواپیمایی جنوبی چین                           | چئونگ‌جو، ججو، چوبو سنترایر، کانزای، اینچئون، تائویوان تایوان، ناریتا، تویاما |
| چاینا یونایتد ایرلاینز                        | پکن نانیوان، شیاژونگ ژنگدینگ |
| Donghai Airlines                              | نینگبو لیشه، شنژن بن |
| ایستار جت                                     | چارتر: چئونگ‌جو |
| هاینان ایرلاینز                               | پکن، فوژو چنگل، بایون گوآنگجو، لانگ‌دونگ‌بائو گوئی‌یانگ، هانگجو ژیاشان، هفئی ژینگیاو، جیاموسی دنگجیاو، نانجینگ لوکو، نینگبو لیشه، شانگهای پودنگ، شنژن بن، ووسو تائی‌یوان، Weifang |
| هاینان ایرلاینز                               | تائویوان تایوان |
| خطوط هوایی ژاپن                               | ناریتا |
| Jin Air                                       | چارتر: اینچئون |
| جونیائو ایرلاینز                              | سانیا فونیکس، نانجینگ لوکو، شانگهای پودنگ، ونچو یونگچیانگ |
| Lucky Air                                     | کونمینگ چانگشوی، ووهان تیانهه |
| کورین ایر                                     | اینچئون |
| نوک‌اسکوت                                      | دن موئنگ |
| اوکی ایرویز                                   | چانگشا هوانگهوا، هانگجو ژیاشان، تیانجین بینهای، یانتای چائوشوی |
| Scoot                                         | چانگی سنگاپور |
| شاندونگ ایرلاینز                              | چنگچینگ ییانگبی، لانگ‌دونگ‌بائو گوئی‌یانگ، هانگجو ژیاشان، جینان یاکیانگ، مودانجیانگ هایلانگ، کینگدائو لیوتینگ، زیامن گائوچی |
| شنژن ایرلاینز                                 | چنگچینگ ییانگبی، فوژو چنگل، بایون گوآنگجو، لانگ‌دونگ‌بائو گوئی‌یانگ، جینان یاکیانگ، نانجینگ لوکو، نانینگ ووژو، نانتونگ زینگدونگ، شنژن بن، سانن شوفانگ، ژنگژو سین‌ژنگ |
| سیچوان ایرلاینز                               | چنگدو شوانگلیو، چنگچینگ ییانگبی، هانگجو ژیاشان، جینان یاکیانگ، کونمینگ چانگشوی، سوژو گئوانئین |
| اسپرینگ ایرلاینز                              | چانگ‌بایشان، چانگجو بنیو, شانگهای پودنگ، شیاژونگ ژنگدینگ |
| اسپرینگ ایرلاینز                              | سووارنابومی |
| تیانجین ایرلاینز                              | هوهوت بایتا، لینی شابولینگ، نانجینگ لوکو، نانینگ ووژو، نینگبو لیشه، کینگدائو لیوتینگ، شانگهای پودنگ، تیانجین بینهای، اورومچی دیووپو، ویهای داشویبو، ونچو یونگچیانگ، یانتای چائوشوی، Yuncheng، ژنگژو سین‌ژنگ، زونی زینزهو |
| تیانجین ایرلاینز                              | کیتاکیوشو، شیزوکا |
| Uni Air                                       | تائویوان تایوان |
| ویتنام ایرلاینز                               | چارتر: کام رانح |
| ژیامن ایرلاینز                                | چانگشا هوانگهوا، فوژو چنگل، هانگجو ژیاشان، جینان یاکیانگ، نانجینگ لوکو، کینگدائو لیوتینگ، تیانجین بینهای، زیامن گائوچی |
| ژیامن ایرلاینز                                | سووارنابومی، ماکائو |

### باری
| شرکت‌های هواپیمایی | مقصدهای پروازی           |
| ----------------- | ------------------------ |
| Air China Cargo   | فرانکفورت، شانگهای پودنگ |
| آل نیپون ایرویز   | کانزای، ناریتا           |
| امارات اسکای‌کارگو | آل مکتوم                 |